# Khary Payton
Khary Payton (ur. 16 maja 1972) – amerykański aktor.

## Role w serialach animowanych
- Ben 10: Obca potęga jako Manny, Hex
- Ben 10 jako Hex i dodatkowe głosy
- Kryptonim: Klan na drzewie jako Maurice: Formerly Numbuh 9 i dodatkowe głosy
- G.I. Joe: Renegaci jako Ripcord
- Liga Sprawiedliwych jako Ten
- Legion of Super Heroes jako Tyr, Hunter
- Loonatics Unleashed jako General Deuce (Sezon 2)
- Rekiny wielkiego miasta jako Moby Lick
- Młodzi Tytani jako Cyborg, Herald
- Avengers: Potęga i moc jako Falcon, Paibok
- Young Justice jako Aqualad, Black Manta, Brick

## Role w serialach aktorskich
- Gdy rozum mówi nie jako Josh
- Hannah Montana jako dyrektor Roger
- The Shield: Świat glin jako Kaliel „Lil' Psych” Wilkes
- Magia kłamstwa jako kapitan Stan Renshaw
- Ja w kapeli jako Kaz Ridley
- Zabójcze umysły jako oficer
- Szpital miejski jako dr Terrell Jackson (2011)
- The Walking Dead jako król Ezekiel

## Role w filmach
- Ping Pong Playa jako JP Money
- Dracula II: Odrodzenie jako Kenny
- Hellraiser: Hellworld.com jako Derrick
- Dni ostatnie jako Andrew
- The Legend Of Awesomest Maximus jako król erotyki
- Krew: Ostatni wampir jako istota

## Role w grach wideo
- Batman: Arkham City jako Azrael
- Bayonetta jako Rodin
- Dead or Alive: Dimensions jako Zack
- Dead or Alive Xtreme 2 jako Zack
- Dead or Alive Paradise jako Zack
- Deus Ex jako Various (w tym „The Smuggler” i JoJo Fine)
- Killzone 3 jako Dodatkowe głosy ISA
- Marvel: Ultimate Alliance jako Blade, Paibok
- Marvel: Ultimate Alliance 2 jako Luke Cage, Blade
- Metal Gear Solid 4: Guns of the Patriots jako Drebin 893
- Metal Gear Solid: Peace Walker jako żołnierz / Extras
- Ninja Blade jako Andy Walker
- Men of Valor jako Greaser/Random Marines
- No More Heroes 2: Desperate Struggle jako Nathan Copeland
- Quake 4 jako Bidwell
- Resistance 2 jako Warner
- Saints Row jako dodatkowe głosy
- SOCOM: U.S. Navy SEALs Fireteam Bravo 2 jako WRAITH
- Spider-Man: Friend or Foe jako Blade
- Młodzi Tytani jako Cyborg
- X-Men Legends II: Rise of Apocalypse jako Bishop, Nick Fury
- The Sims 3 jako Sim